# Decetiodes maculata
Decetiodes maculata är en fjärilsart som beskrevs av W. Warren 1901. Decetiodes maculata ingår i släktet Decetiodes och familjen Uraniidae. Inga underarter finns listade i Catalogue of Life.